# Henrik Andersson i Sjörs
Henrik Andersson (i riksdagen kallad Andersson i Sjörs), född 6 september 1798 i Viby socken i Örebro län, död där 5 juli 1872, var en svensk riksdagsman i bondeståndet.
Andersson företrädde Grimstens, Hardemo och Kumla härader av Örebro län vid riksdagen 1840–1841 och Grimstens, Edsbergs och Sundbo härader 1844–1845 samt Grimstens och Edsbergs härader 1853–1854.
Vid 1840–1841 års riksdag var han suppleant i konstitutionsutskottet, ledamot i bondeståndets enskilda besvärsutskott, suppleant i förstärkta statsutskottet, suppleant för fullmäktige i riksgäldskontoret och ledamot i förstärkta allmänna besvärs- och ekonomiutskottet. Vid den följande urtima riksdagen 1844–1845 var han ledamot i bankoutskottet, suppleant för fullmäktige i riksgäldskontoret, elektor för val av tryckfrihetskommitterade och suppleant i förstärkta konstitutionsutskottet.
Under 1850–1851 års riksdag var Andersson ordningsman i bondeståndets klubb, ledamot i bankoutskottet, statsrevisor, suppleant i förstärkta statsutskottet och i förstärkta allmänna besvärs- och ekonomiutskottet. Han var ledamot i förstärkta expeditionsutskottet och suppleant i förstärkta konstitutionsutskottet. Vid sin sista riksdag 1853–1854 var han ordningsman inom bondeståndet, elektor för ståndets utskottsval, ledamot i statsutskottet och i förstärkta konstitutionsutskottet.